# Acuario de Waikiki
El Acuario de Waikīkī (en inglés: Waikiki Aquarium) es un acuario situado en Honolulu, en Hawái, Estados Unidos. Fundado en 1904, es el segundo acuario público más antiguo que aún funciona en los Estados Unidos, después del Acuario de Nueva York. Desde 1919, el Acuario de Waikiki es una institución que forma parte de la Universidad de Hawái en Mānoa.
Construido junto a un arrecife de coral vivo en la costa de Waikīkī, el Acuario de Waikiki alberga más de 3.500 organismos de 490 especies de plantas y animales marinos. Cada año, más de 350.000 personas visitan y más de 30.000 escolares participan en las actividades y programas educativos del acuario. El Acuario de Waikiki fue designado por el programa federal Coastal America Partnership como un Centro de Educación sobre Ecosistemas Costeros.